# Política de la República Srpska
Este artículo trata sobre la política de la República Srpska, una de las dos entidades que juntas componen el estado de Bosnia y Herzegovina, la otra es la Federación de Bosnia y Herzegovina.

## Presidentes de la República Srpska

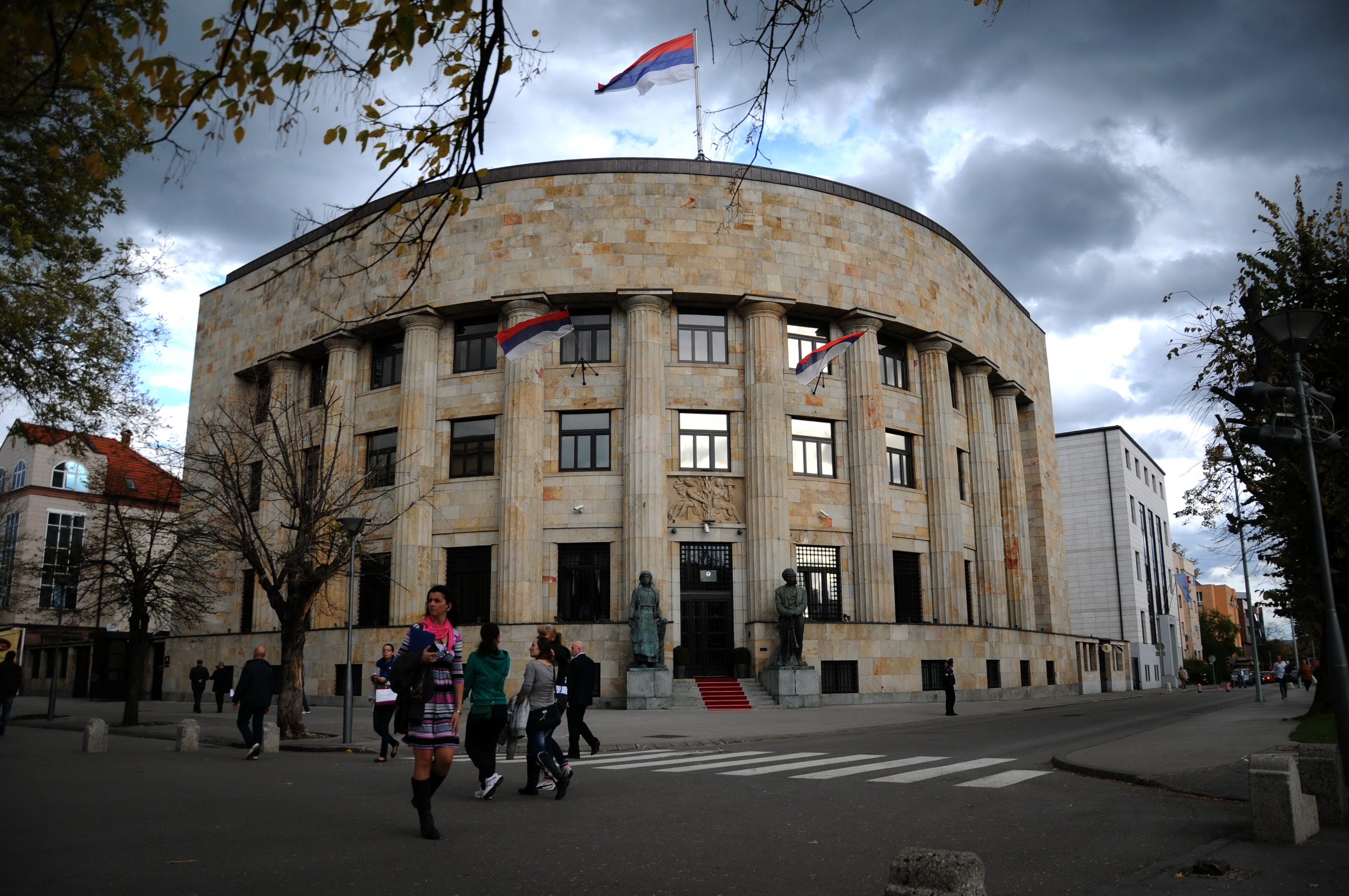
Palacio de la República, residencia oficial del Presidente

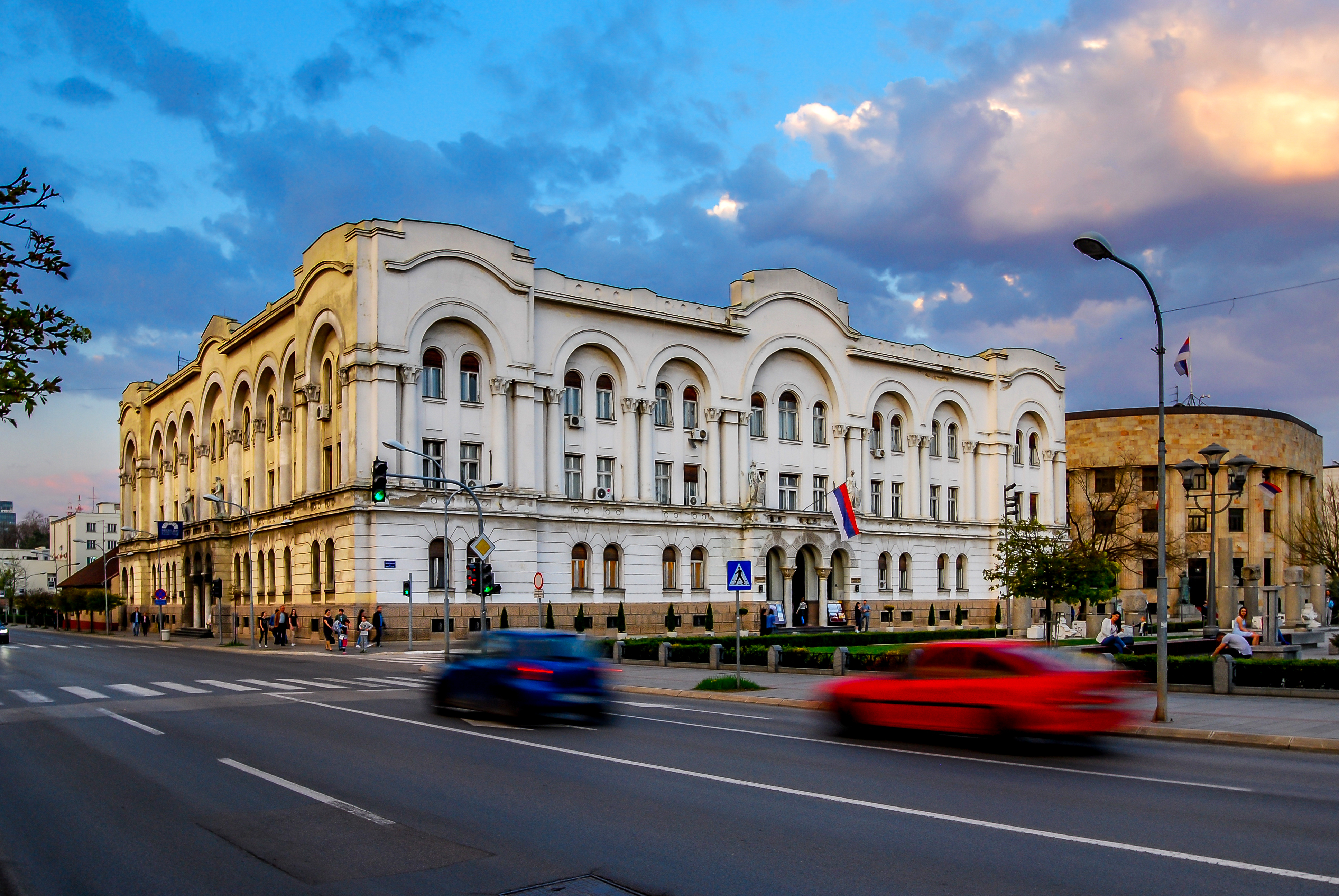
Banski Dvor, la antigua residencia del presidente

- Radovan Karadžić (7 de abril de 1992-19 de julio de 1996) (SDS)
- Biljana Plavšić (19 de julio de 1996-4 de noviembre de 1998) (SDS/SNS RS) (expulsada del SDS en julio de 1997 y formada por SNS RS)
- Nikola Poplašen (4 de noviembre de 1998-26 de enero de 2000) (SRS RS) (destituido por el Alto Representante el 5 de marzo de 1999; destitución efectiva el 2 de septiembre de 1999)
- Mirko Šarović (26 de enero de 2000-28 de noviembre de 2002) (SDS) (no reconocido como presidente por el Alto Representante hasta el 16 de diciembre de 2000)
- Dragan Čavić (28 de noviembre de 2002-9 de noviembre de 2006) (SDS)
- Milan Jelić (9 de noviembre de 2006-30 de septiembre de 2007) (SNSD)
- Igor Radojičić (Presidente en funciones) (1 de octubre de 2007-9 de diciembre de 2007) (SNSD)
- Rajko Kuzmanović (9 de diciembre de 2007-15 de noviembre de 2010) (SNSD)
- Milorad Dodik (15 de noviembre de 2010-19 de noviembre de 2018) (SNSD)
- Željka Cvijanović (19 de noviembre de 2018-15 de noviembre de 2022) (SNSD)
- Milorad Dodik (15 de noviembre de 2022-presente) (SNSD)

## Asamblea nacional

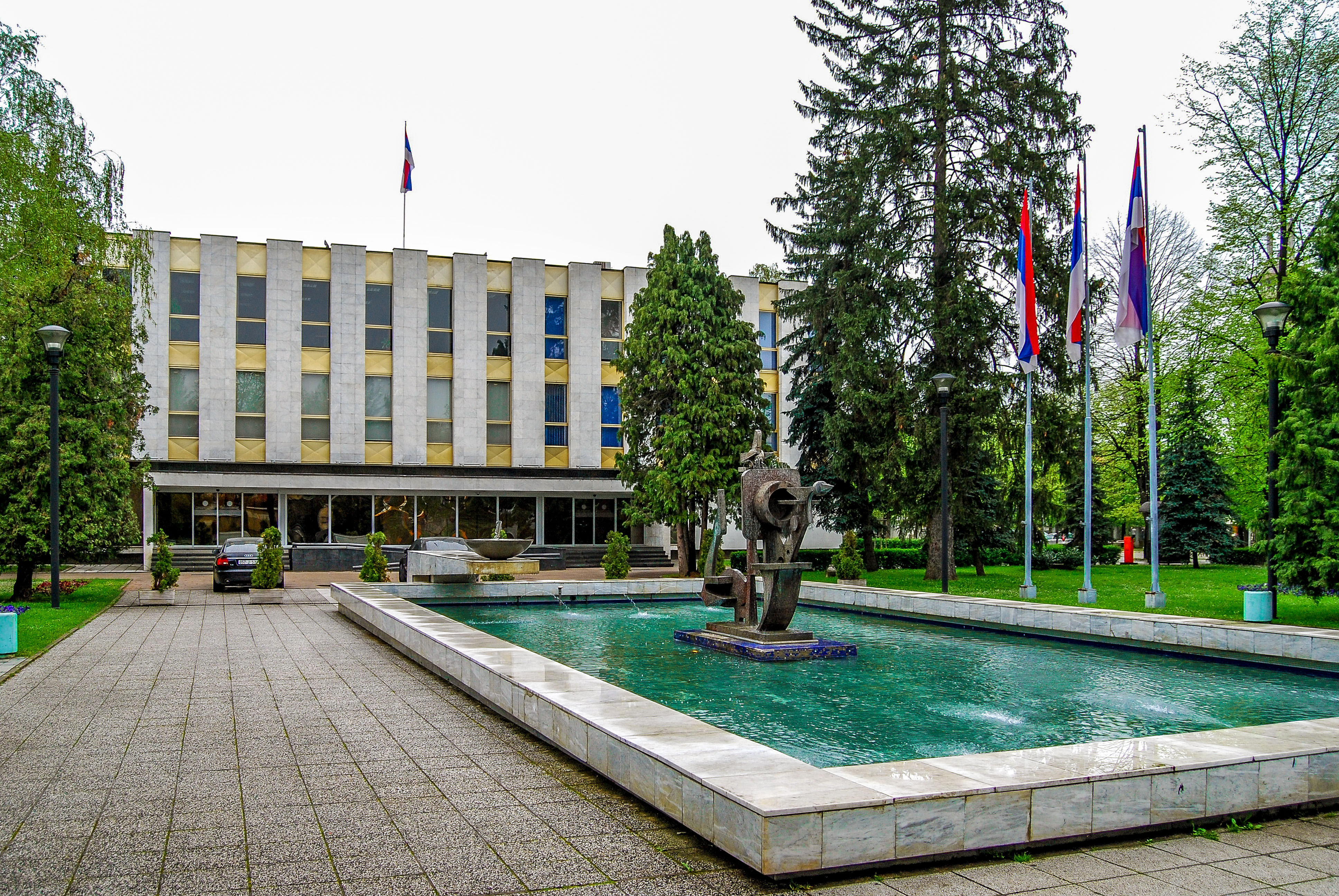
Cámara de la Asamblea Nacional

La actual Asamblea Nacional de la República Srpska (en serbocroata: Народна Скупштина Републике Српске, romanizado: Narodna Skupština Republike Srpske) es la novena desde la fundación de la República Srpska.
- Primera Asamblea (24 de octubre de 1991-14 de septiembre de 1996)
- Segunda Asamblea (19 de octubre de 1996-27 de diciembre de 1997) (elección del 4 de septiembre de 1996)
- Tercera Asamblea (27 de diciembre de 1997-19 de octubre de 1998) (elecciones del 22 y 23 de noviembre de 1997)
- Cuarta Asamblea (19 de octubre de 1998-16 de diciembre de 2000) (elección del 13 de septiembre de 1998)
- Quinta Asamblea (16 de diciembre de 2000-28 de noviembre de 2002) (elección del 11 de septiembre de 2000)
- Sexta Asamblea (28 de noviembre de 2002-30 de noviembre de 2006) (elección del 5 de octubre de 2002)
- Séptima Asamblea (30 de noviembre de 2006-15 de noviembre de 2010) (elección del 1 de octubre de 2006)
- Octava Asamblea (15 de noviembre de 2010-24 de noviembre de 2014) (elección del 3 de octubre de 2010)
- Novena Asamblea (24 de noviembre de 2014-7 de octubre de 2018) (elección del 12 de octubre de 2014)
- Décima Asamblea (7 de octubre de 2018-presente) (elección del 7 de octubre de 2018)

La composición política de la Décima Convocatoria de la Asamblea Nacional de la República Srpska (y el cambio en el número de escaños con respecto a la Novena Convocatoria):
- Alianza de Socialdemócratas Independientes 28 (-1)
- Partido Democrático Serbio–SRS RS–SRS 16 (-8)
- Alianza Popular Democrática 12 (+4)
- Partido del Progreso Democrático 9 (+2)
- Partido Socialista 7 (+2)
- Juntos por Bosnia y Herzegovina 4
- Movimiento Democrático Nacional 4 (-1)
- Srpska Unida 3

## Gabinete
El gabinete está compuesto por el primer ministro y los jefes de los dieciséis ministerios. La Asamblea Nacional también elige a dos vice primeros ministros de entre los ministros de los diferentes pueblos constituyentes (serbios, croatas y bosnios) por recomendación del primer ministro.
La ley exige que ocho ministros sean elegidos de entre la población serbia, cinco de la población bosnia y tres de la población croata. El primer ministro también puede nombrar a un ministro de entre los "otros" habitantes (del grupo étnico constituyente más numeroso).
De conformidad con la Ley de ministerios aprobada en octubre de 2002, las "tareas de la administración" de la República Srpska son llevadas a cabo por los ministerios, las dependencias administrativas republicanas y las organizaciones administrativas republicanas.
| Posición                                                                                | Nombre               | Partido      | Origen étnico |
| --------------------------------------------------------------------------------------- | -------------------- | ------------ | ------------- |
| Primer ministro                                                                         | Radovan Višković     | SNSD         | Serbobosnio   |
| Vice primer ministro Ministro de Justicia                                               | Anton Kasipović      | SNSD         | Croata        |
| Vice primer ministro Ministro de Planificación Territorial, Ingeniería Civil y Ecología | Srebrenka Golić      | SNSD         | Bosníaco      |
| Ministro del Interior                                                                   | Dragan Lukač         | SNSD         | Serbobosnio   |
| Ministro de Hacienda                                                                    | Zora Vidović         | SNSD         | Serbobosnio   |
| Ministra de Salud y Bienestar Social                                                    | Alen Šeranić         | SNSD         | Bosníaco      |
| Ministra de Educación y Cultura                                                         | Natalija Trivić      | Srpska Unida | Serbobosnio   |
| Ministro de Trabajo, Veteranos y Protección de los Discapacitados                       | Duško Milunović      | Socialista   | Serbobosnio   |
| Ministro de Administración y Administración Local                                       | Senka Jujić          | NPS          | Bosníaco      |
| Ministro de Industria, Energía y Minería                                                | Petar Đokić          | Socialista   | Serbobosnio   |
| Ministra de Integración Europea y Cooperación Internacional                             | Zlatan Klokić        | SNSD         | Bosníaco      |
| Ministra de la Familia, la Juventud y el Deporte                                        | Sonja Davidović      | Socialista   | Bosníaco      |
| Ministro de Agricultura, Silvicultura y Gestión del Agua                                | Boris Pašalić        | SNSD         | Serbobosnio   |
| Ministro de Transportes y Comunicaciones                                                | Nedeljko Ćorić       | SNSD         | Serbobosnio   |
| Ministra de Economía y Emprendimiento                                                   | Vjekoslav Petričević | NDP          | Croata        |
| Ministro de Comercio y Turismo                                                          | Suzana Gašić         | DEMOS        | Croata        |
| Ministro de Ciencia y Tecnología, Educación Superior e Informática                      | Srđan Rajčević       | SNSD         | Serbobosnio   |

## Primeros Ministros de la República Srpska
- Branko Đerić (22 de abril de 1992 – 20 de enero de 1993) (SDS)
- Vladimir Lukić (20 de enero de 1993 - 18 de agosto de 1994) (SDS)
- Dušan Kozić (18 de agosto de 1994 – 17 de diciembre de 1995) (SDS)
- Rajko Kasagić (17 de diciembre de 1995 – 18 de mayo de 1996) (SDS)
- Gojko Kličković (18 de mayo de 1996 - 18 de enero de 1998) (SDS)
- Milorad Dodik (18 de enero de 1998 – 12 de enero de 2001) (SNSD) (1.er mandato)
- Mladen Ivanić (12 de enero de 2001 – 17 de enero de 2003) (PDP)
- Dragan Mikerević (17 de enero de 2003 - 17 de febrero de 2005) (PDP)
- Pero Bukejlović (17 de febrero de 2005 – 28 de febrero de 2006) (SDS)
- Milorad Dodik (28 de febrero de 2006 – 15 de noviembre de 2010) (SNSD) (2.º mandato)
- Anton Kasipović (15 de noviembre de 2010 – 29 de diciembre de 2010) (Parte)
- Aleksandar Džombić (29 de diciembre de 2010 – 25 de febrero de 2013) (SNSD)
- Željka Cvijanović (12 de marzo de 2013 – 19 de noviembre de 2018) (SNSD)
- Radovan Višković (18 de diciembre de 2018 – presente) (SNSD)

## Ministerios
- Ministerio de Economía, Energía y Fomento
- Ministerio de Hacienda
- Ministerio de Educación y Cultura
- Ministerio de Justicia
- Ministerio del Interior
- Ministerio de Administración y Autonomía Local
- Ministerio de Salud y Protección Social
- Ministerio de Agricultura, Silvicultura y Recursos Hídricos
- Ministerio de Transportes y Comunicaciones
- Ministerio de Comercio y Turismo
- Ministerio de Urbanismo, Ingeniería Civil y Ecología
- Ministerio de Trabajo y Protección de Soldados e Inválidos
- Ministerio de Relaciones Económicas y Coordinación
- Ministerio de Refugiados y Desplazados
- Ministerio de Ciencia y Tecnología
- Ministerio sin cartera

## Servicios administrativos
Los servicios administrativos de la República Srpska son órganos administrativos dentro de los ministerios, y se establecen con el fin de realizar determinadas actividades dentro de la esfera de actividad de la administración, que, por su naturaleza, integridad y forma de ejecución, requieren independencia y una organización especial (administración, inspecciones y otras formas). Los servicios administrativos están bajo la supervisión directa del ministerio al que pertenecen.
Las unidades administrativas y los ministerios a los que pertenecen son las siguientes:
- Servicio Administrativo de Asuntos Geodésicos y de Propiedad Jurídica (responsable ante el Gobierno de la República Srpska)
- Servicio Administrativo de Aduanas de la República Srpska (Ministerio de Finanzas)
- Servicio de Impuestos (Ministerio de Hacienda)
- Inspección de Divisas (Ministerio de Hacienda)
- Servicio de Defensa Civil (Ministerio de Administración y Autonomía Local)

## Organizaciones administrativas
Las organizaciones administrativas de la República Srpska se establecen con el fin de desempeñar las funciones profesionales y las funciones de la administración de la República (instituciones, direcciones, secretarías, organismos, comisarías, fondos, centros y otras formas). Las organizaciones administrativas pueden tener los atributos de una persona jurídica.

## Situación actual
Los políticos serbobosnios apoyan la idea de una república independiente de conformidad con la Declaración de las Naciones Unidas sobre la libre determinación y la separación total de la República Srpska de Bosnia y Herzegovina. El primer ministro de la República Srpska, Milorad Dodik, dijo que un referéndum sobre la independencia de la República Srpska era una solución justa y que el 99 por ciento de los serbios de Bosnia apoyan la secesión de Bosnia-Herzegovina. Dodik declaró que este referéndum es "inevitable" y dijo que Bosnia y Herzegovina no tiene un futuro viable.
Los políticos bosnios han solicitado la suspensión de la República Srpska. Haris Silajdžić, dirigente del Partido por Bosnia y Herzegovina, ha declarado en repetidas ocasiones que desea que se desmantele la República Srpska.
Miroslav Lajčák, ex Alto Representante de Bosnia-Herzegovina, ha respondido a esto diciendo que "la República Srpska no tiene derecho a separarse de Bosnia y Herzegovina, al mismo tiempo que nadie puede abolir unilateralmente la República Srpska".

## Relaciones Serbia-República Srpska
En 1997, el 28 de febrero de 1997 se firmó el Acuerdo sobre Relaciones Paralelas Especiales entre ambos. Se ha establecido un consejo para reforzar las relaciones, en el que participan presidentes y primeros ministros. El Acuerdo entró en vigor el 15 de diciembre de 2010. Hasta el momento, se han celebrado cuatro consejos.
El 26 de julio de 2010, la Ministra de Finanzas de Serbia, Diana Dragutinović, y su homólogo de la República Srpska, Aleksandar Džombić, firmaron un Acuerdo de Cooperación en el Sector Financiero, que desarrollará aún más las relaciones mutuas en el sistema financiero. Reforzará la ya buena cooperación entre ambos países, ayudará a mantener relaciones paralelas especiales y permitirá el intercambio de experiencias, debatiendo también otras secciones. Los grupos de trabajo se reunirán al menos dos veces al año.

### Proclamación unilateral de independencia de Kosovo
El 31 de julio de 2011, el presidente Milorad Dodik dijo que el concepto de un estado multiétnico en Kosovo había fracasado y que no se había abordado la solución de la cuestión de Kosovo, subrayando que la República Srpska no acepta a Kosovo como un país independiente. Dodik dijo: "La solución pacífica evidentemente no es una solución posible [...] Apoyamos a Belgrado", en relación con la operación de la Policía de Kosovo que intentó tomar el control de los pasos fronterizos ubicados en Kosovo del Norte el 25 de julio.